# Rondeu
En dansa tradicional, el rondeu és una dansa de Gascunya emparentada als branles del Renaixement (i més antigament a les caroles - rondes cantades - de l'Edat Mitjana). Existeixen diverses formes de rondeus segons la zona geogràfica : 
- en les Landes els dansaires formen cadenes curtes d'un màxim de set o vuit persones ;
- en el sud de la Gironda, el nord de les Landes i el nord-oest del departament d'Òlt i Garona, els balladors dansen en parella.
- en el Gers el rondeu es dansa a dos i el seu estil és més viu que en el nord ;
- finalment, a la Lomanha, es troba una forma de dansa intermèdia entre la forma landesa (cadenes de dansaires) i la forma del Gers, a la qual manlleva el pas.

El rondeu havia estat dansat regularment a la Gascunya fins a la Primera Guerra Mundial, i en alguns llocs fins als anys 1930. Es va deixar de ballar fins als anys 70 amb el moviment de redescoberta de la dansa tradicional. A partir d'aquest moment investigadors i apassionats de la dansa han intentat reviscolar la seva pràctica. Avui, és regularment dansat en els balls tradicionals gascons i els balls folk i és objecte d'ensenyament. Les formes dansades actualment són, la forma en parella i en cadena de les Landes, i una mica menys una altra forma en parella, dita de Samatan o del Savés.
El rondeu es practica en cadena oberta de diverses persones (herència dels branles) o a dues segons les versions. La dansa es fa en cercle, en el sentit de les agulles d'un rellotge, acompanyat de cants o de música instrumental. El rondeu es compon de dos tipus de pas, els llargs i els breus. La dansa ha format d'una combinació de passos llargs i breus.
Es troben sempre en el rondeau actual certs aspectes dels branles antics.